# Katalpa
Katalpa eller Trumpetträd (Catalpa bignonioides) är en art i familjen katalpaväxter. Förekommer i södra USA. Kan odlas på friland i Sverige och anges som härdig i zon I.
Katalpa är ett lövfällande träd som kan bli upp till 15 m högt. Stammarna kan bli 1 m i diameter. Bladen är motsatta eller tre kransställda med långa bladskaft. Bladskivan blir 25 cm lång och 18 cm bred, äggrund, hjärtlik, ibland med tre grunda flikar. De är ludna på undersidan, sparsamt på ovansidan eller kala.
Blomställningen är en grenad klase, till 20 cm lång. Blommorna är rörformade, till 2 cm i diameter. Kronan är vit på utsidan, purpur- och gulstrimmig på insidan, krusig. De nedre flikarna är inte urnupna. Frukten är en kapsel som kan bli 35 cm lång.
Svår att skilja från praktkatalpan (C. speciosa), som dock har större blommor och frukter.

## Sorter
- 'Aurea' - har gulgröna blad.
- 'Nana' - blir sällan över 3 m.

## Synonymer
- Bignonia catalpa L., 1753
- Catalpa arborea Payer, 1862
- Catalpa bignonioides f. aurea (Bureau) Schelle, 1903
- Catalpa bignonioides f. koehnei (Hesse)  Schelle 1903
- Catalpa bignonioides f. nana (Bureau) Schelle, 1903
- Catalpa bignonioides var. aurea Bureau, 1894.
- Catalpa bignonioides var. koehnei (Hesse) Hesse ex Dode, 1907
- Catalpa bignonioides var. nana Bureau, 1894.
- Catalpa catalpa (L.) H.Karst., 1882, nom. inadmiss.
- Catalpa communis Dum.Cours., 1802
- Catalpa cordifolia Moench, 1794
- Catalpa syringifolia Sims
- Catalpa syringifolia var. koehnei Hesse, 1903
- Catalpa ternifolia Cav., 1802, nom. illeg.
- Catalpa umbraculifera Ugolini, 1888
- Catalpium amena Raf., 1817, nom. illeg.

## Bildgalleri

Katalpa - Catalpa bignonioides
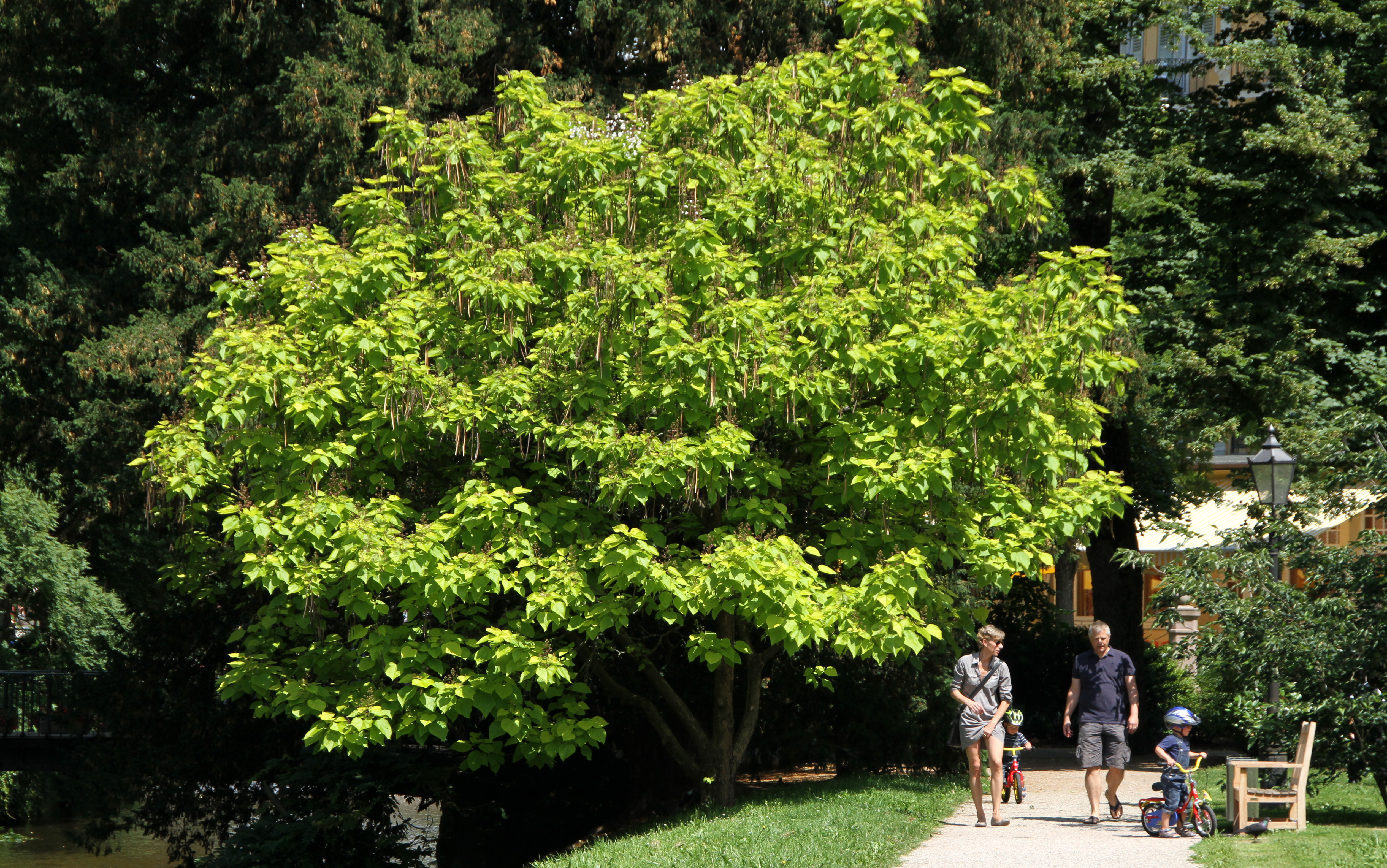
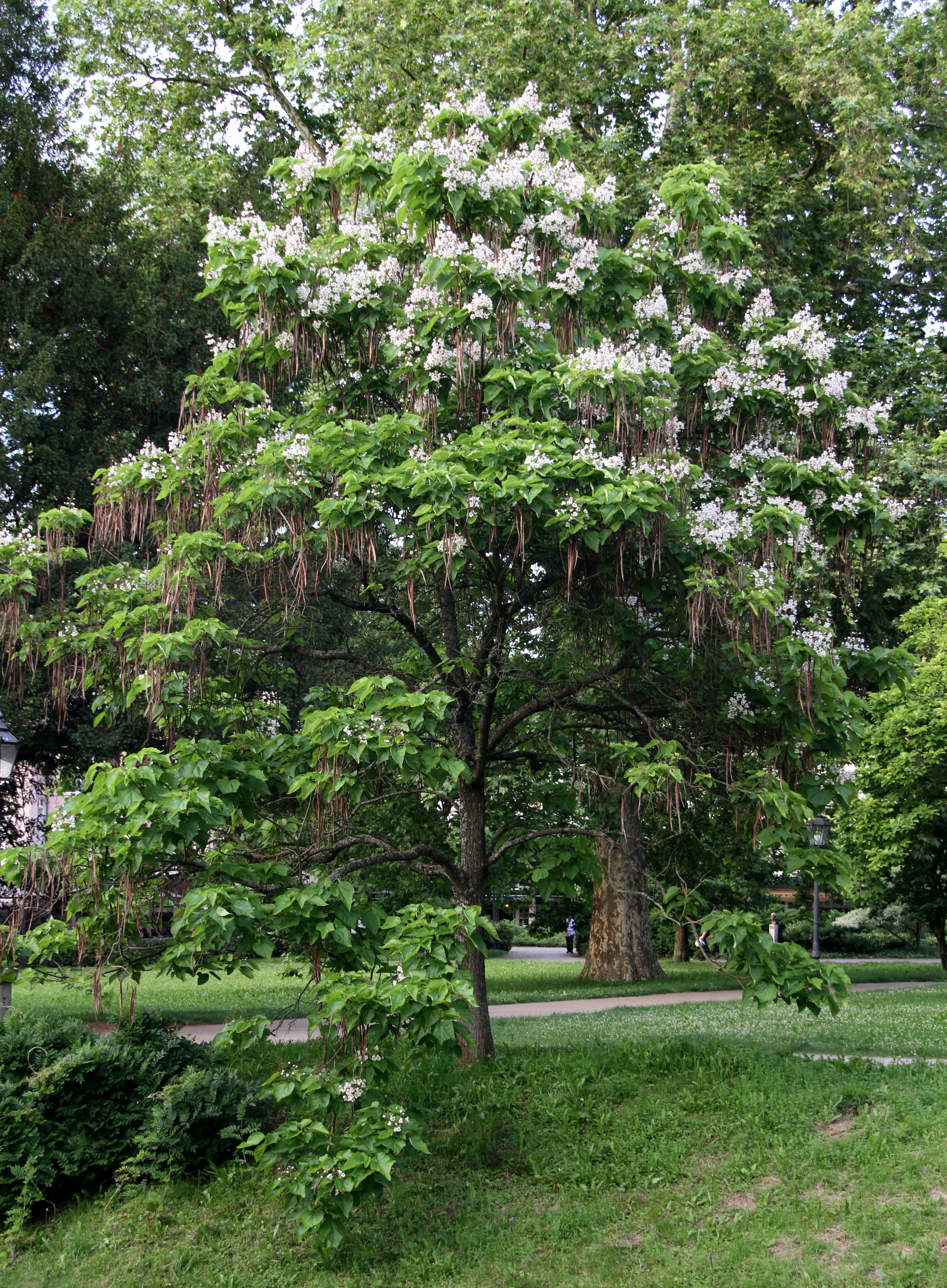
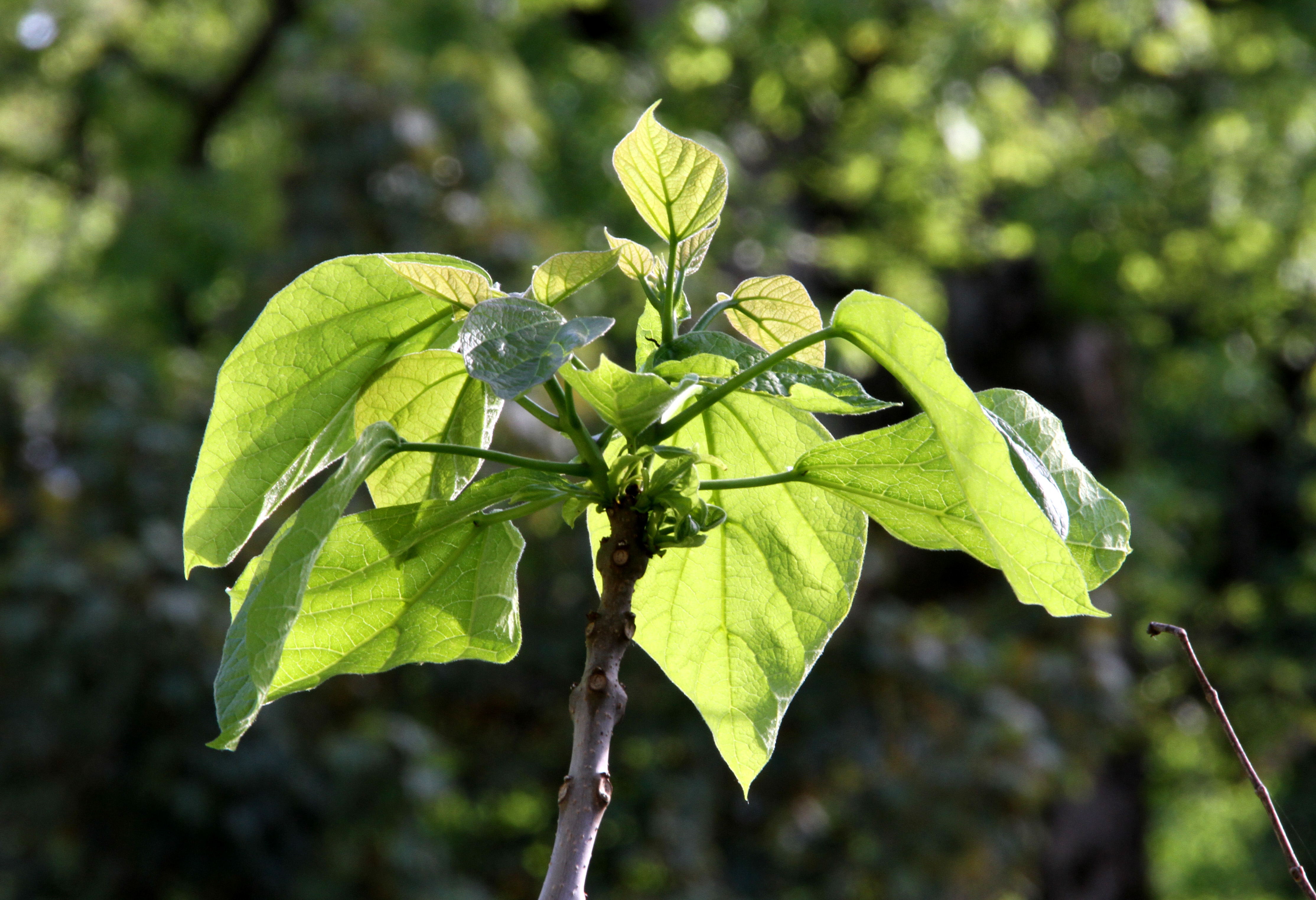
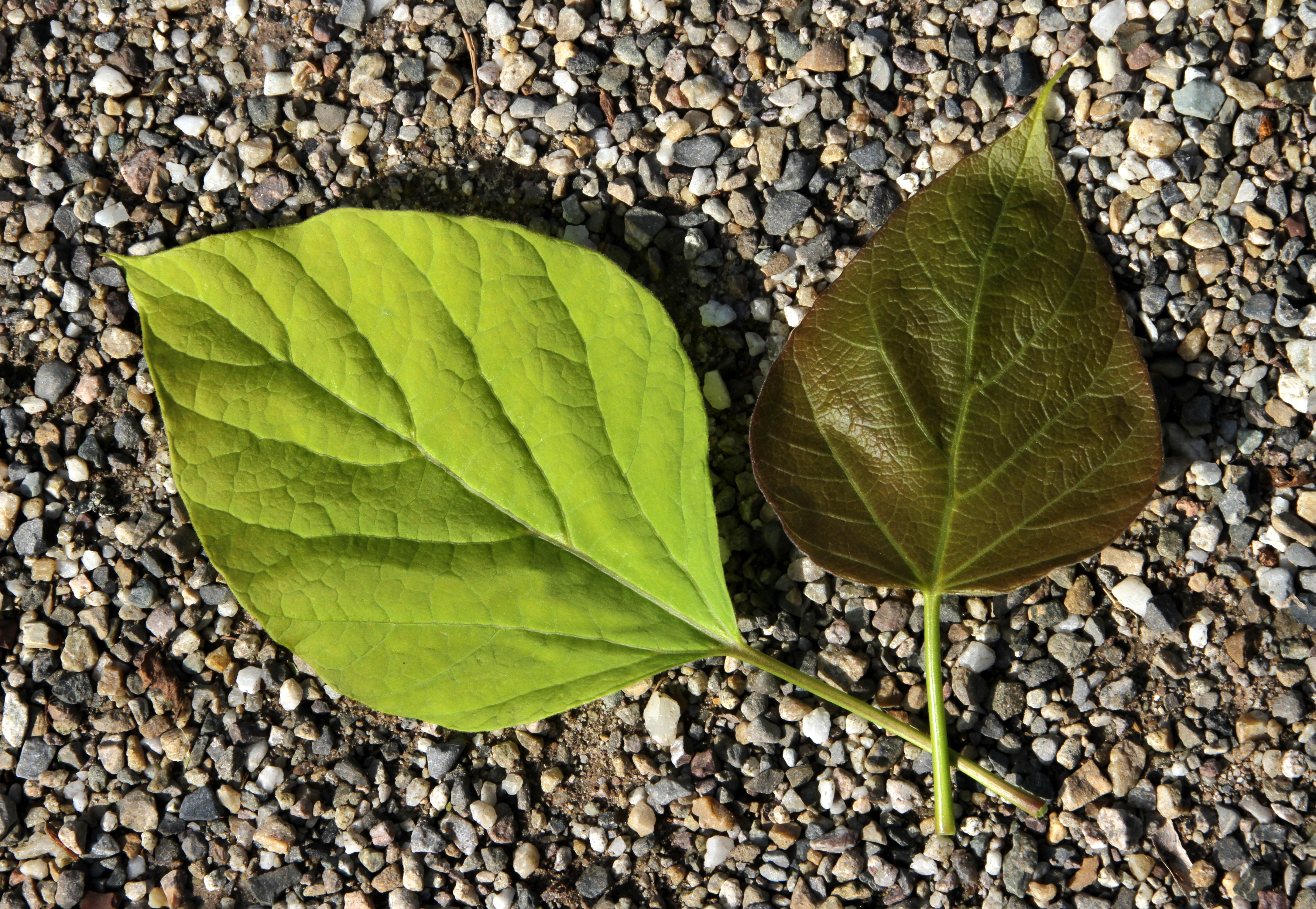
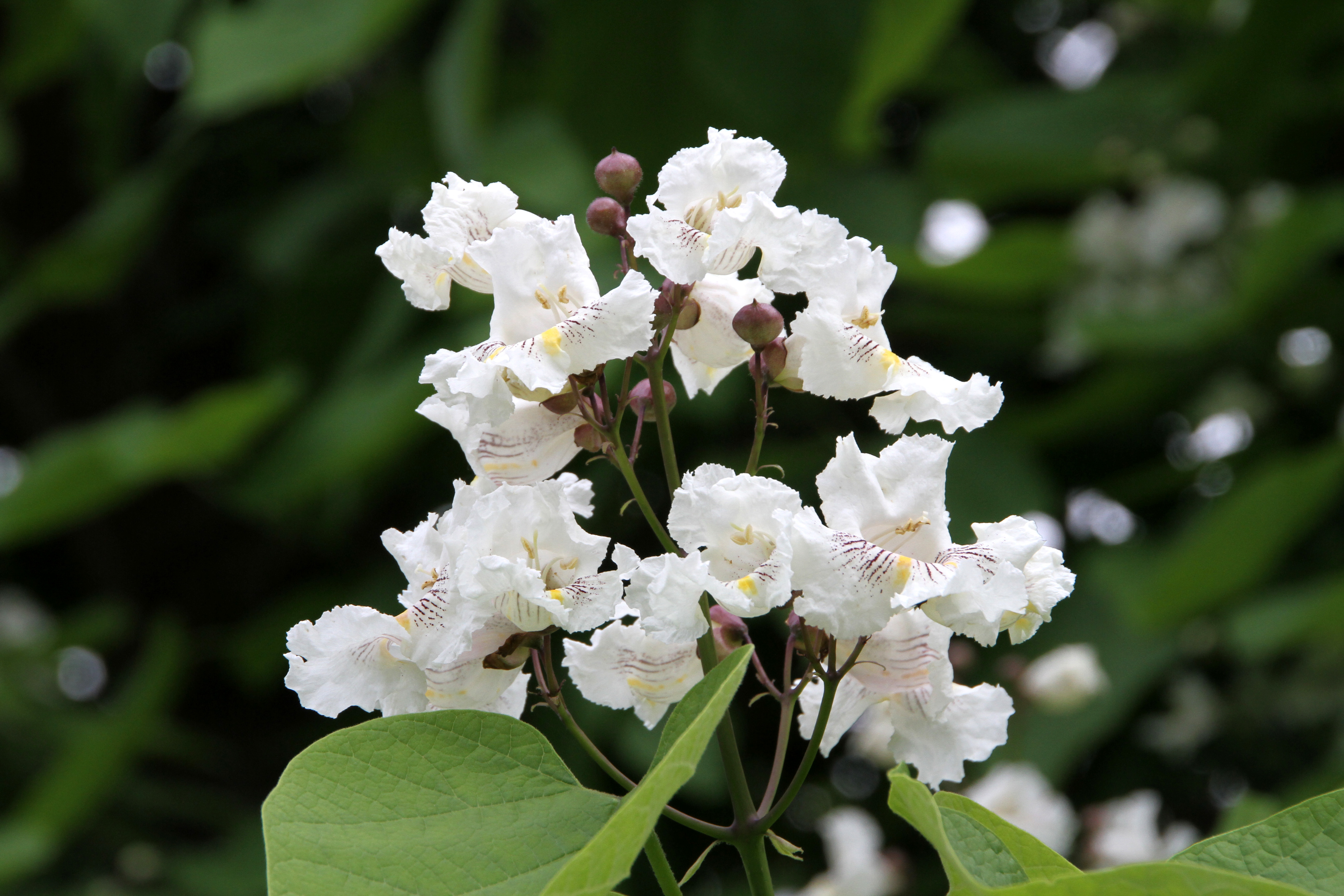
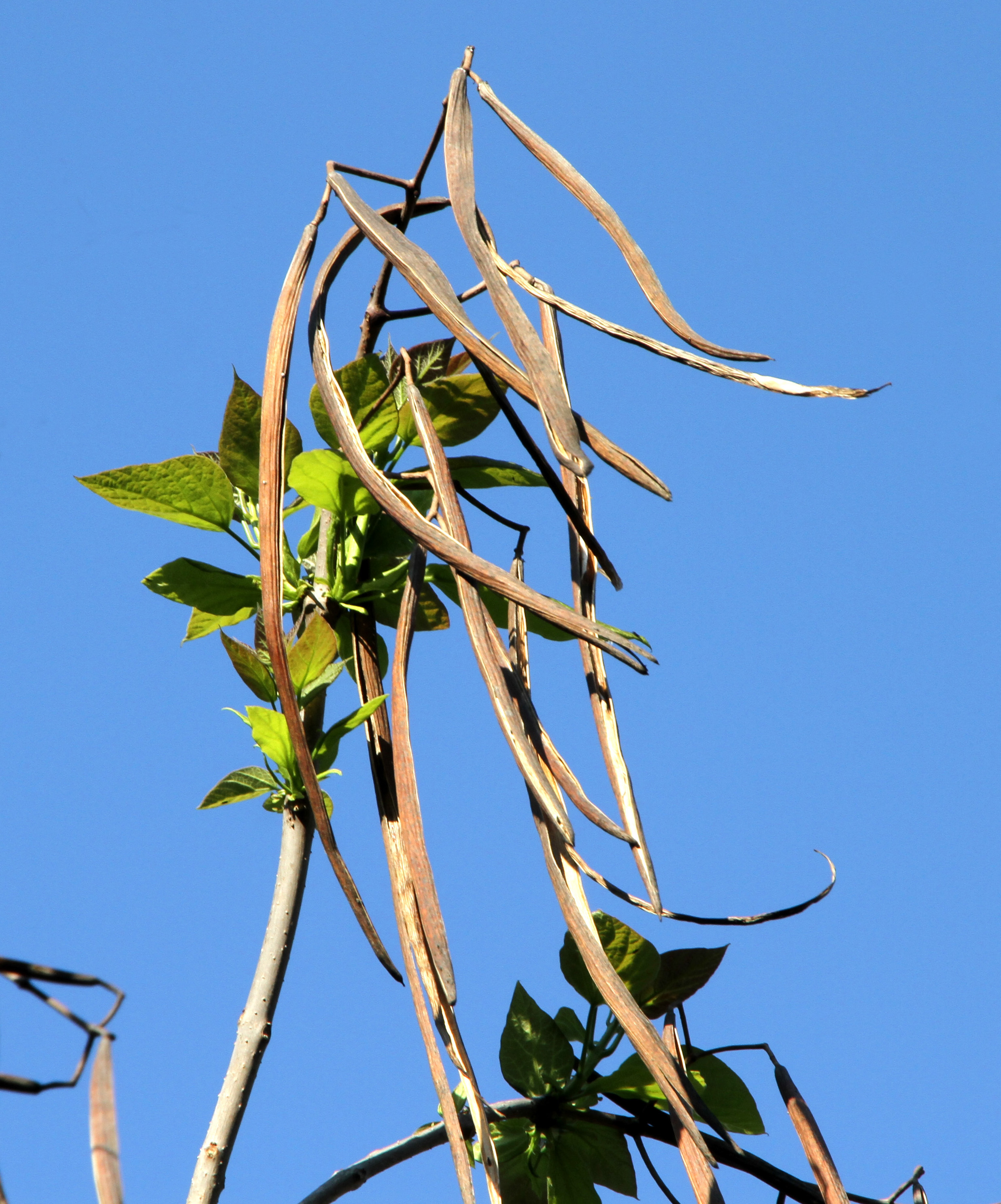
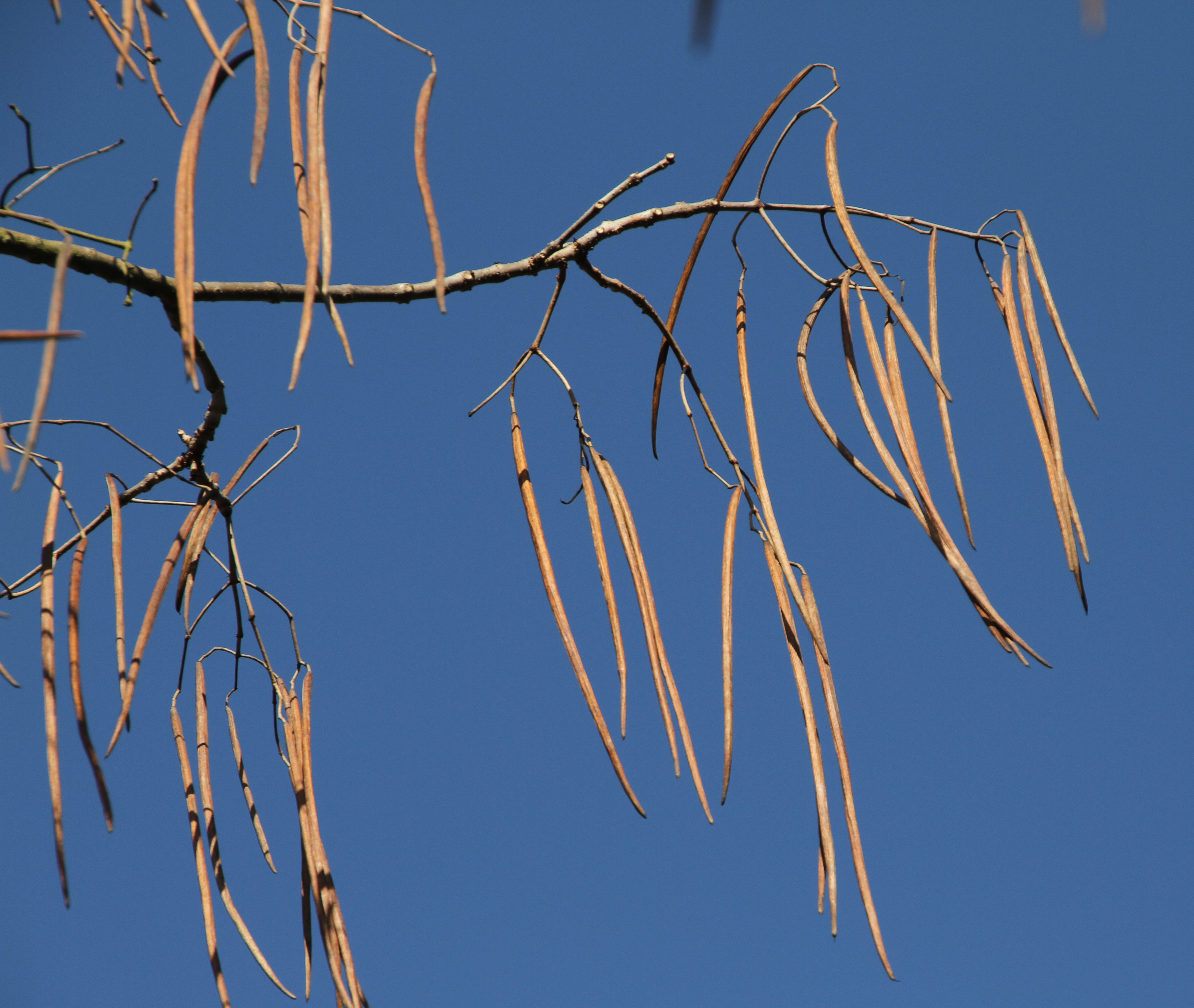
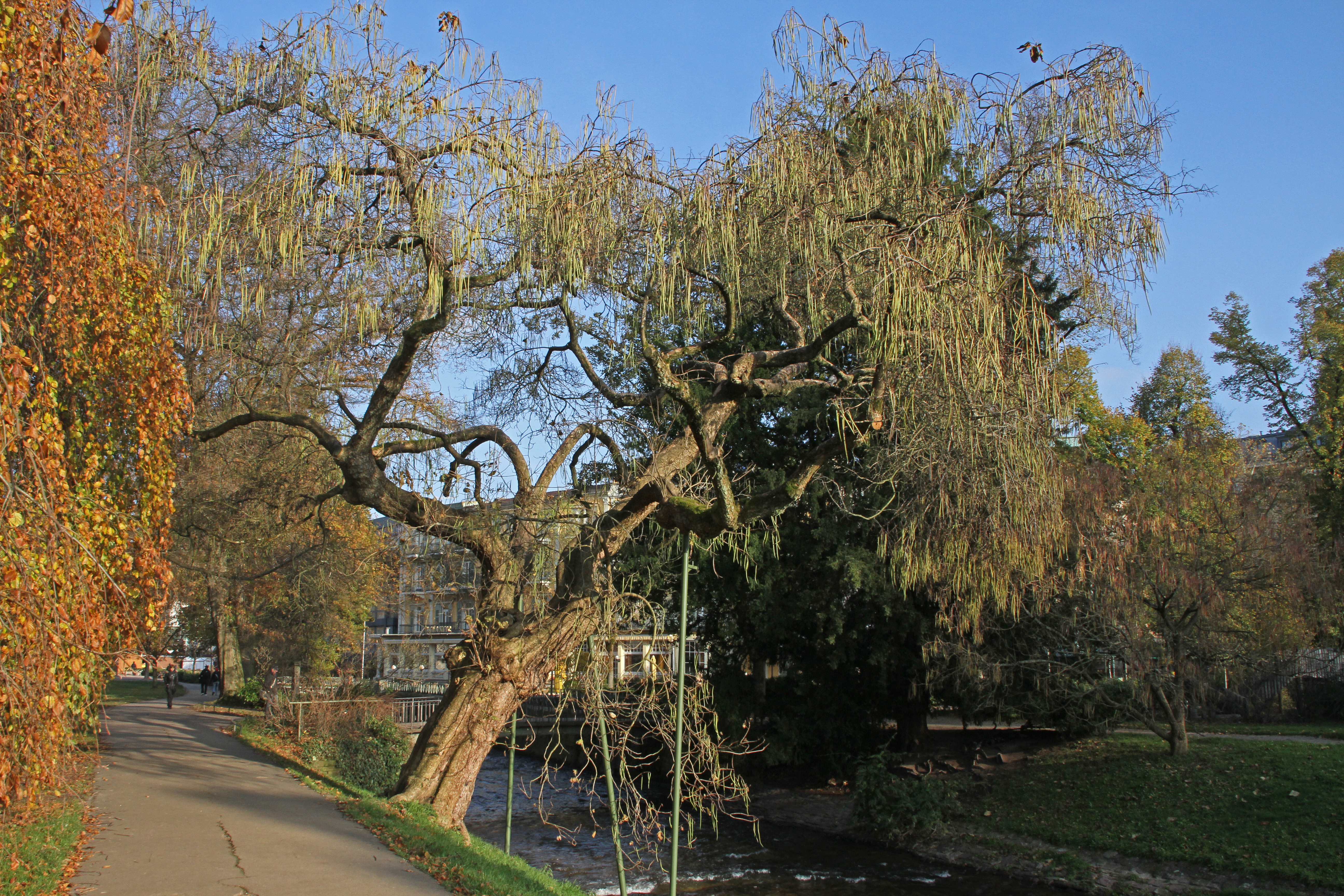